# Filip Burkhardt
Filip Burkhardt (Poznań, 23 de março de 1987) é um futebolista polonês.
Atuou por Amica Wronki, Lech Poznań, Widzew Łódź (empréstimo), Jagiellonia Białystok (também por empréstimo), Tur Turek (idem)e Warta Poznań. Hoje defende o Górnik Łęczna.
Filip é irmão de Marcin Burkhardt, que já jogou na Seleção Polonesa.